# Luciano Ricci
Pour les articles homonymes, voir Ricci.
Luciano Ricci, né le 7 mars 1927 à Santa Vittoria in Matenano (Marches) et mort accidentellement le 22 juin 1973 aux Îles Samoa en Océanie, est un réalisateur et scénariste italien.

## Biographie
Né dans la région des Marches en 1928, il commence sa carrière dans le cinéma en tant qu'assistant réalisateur et réalisateur de la seconde équipe de tournage pour Il ponte dell'universo (it) du peintre et documentariste Renato Cenni et pour Gian Paolo Callegari. En 1960, il réalise le court métrage H max 261,6 m pour la SADE et pour Carlo Semenza (it) consacré à la construction du barrage du Vajont.
Entre 1960 et 1964, il a lui-même mis en scène quatre longs métrages, dont l'adaptation biblique L'Esclave du pharaon ou le film d'épouvante Le Château des morts-vivants, qui se rapprochait des films gothiques anglais les plus en vue à l'époque. Son œuvre la plus personnelle reste Senza sole né luna (it), réalisé en 1962, qui situe son action pendant la construction du tunnel du Mont-Blanc. Ricci s'est ensuite tourné vers la télévision. Le réalisateur, qui travaillait aussi occasionnellement comme scénariste et dessinait parfois sous le nom de « Herbert Wise », est mort dans un accident aux Samoa, à l'âge de 44 ans.

## Filmographie

### Réalisateur
- 1960 : H max 261,6 m, court métrage sur la construction du barrage du Vajont
- 1961 : L'Esclave du pharaon (Giuseppe venduto dai fratelli), coréalisé avec Irving Rapper
- 1962 : Seul contre Rome (Solo contro Roma), coréalisé avec Riccardo Freda
- 1964 : Senza sole né luna (it)
- 1964 : Le Château des morts-vivants (Il castello dei morti vivi), coréalisé avec Warren Kiefer
- 1970 : L'errore del farmacista (téléfilm)

### Assistant réalisateur
- 1956 : Il ponte dell'universo (it), documentaire de Renato Cenni sur le canal de Panama
- 1962 : Ponce Pilate (Ponzio Pilato) de Gian Paolo Callegari et Irving Rapper

### Scénariste
- 1964 : Senza sole né luna (it) de Luciano Ricci